# 石泉通古斯河

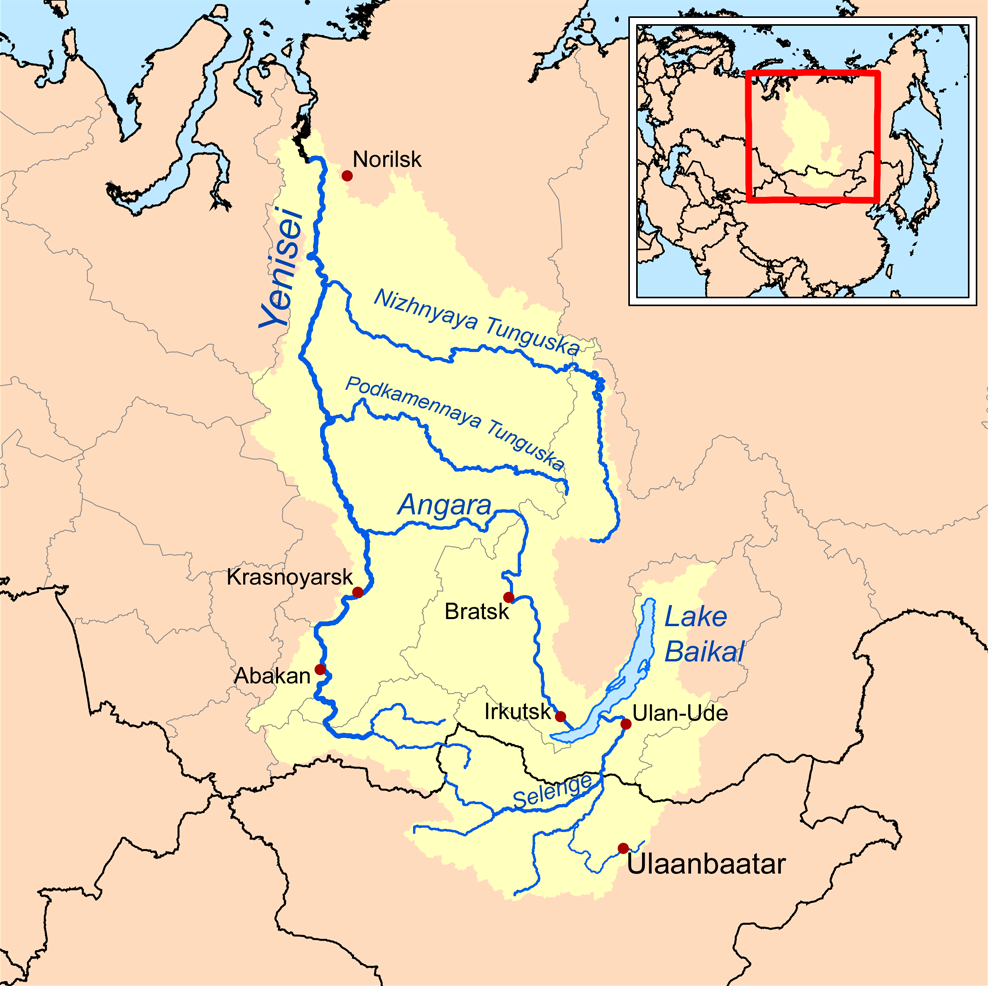
叶尼塞河流域，包括右岸的支流通古斯河

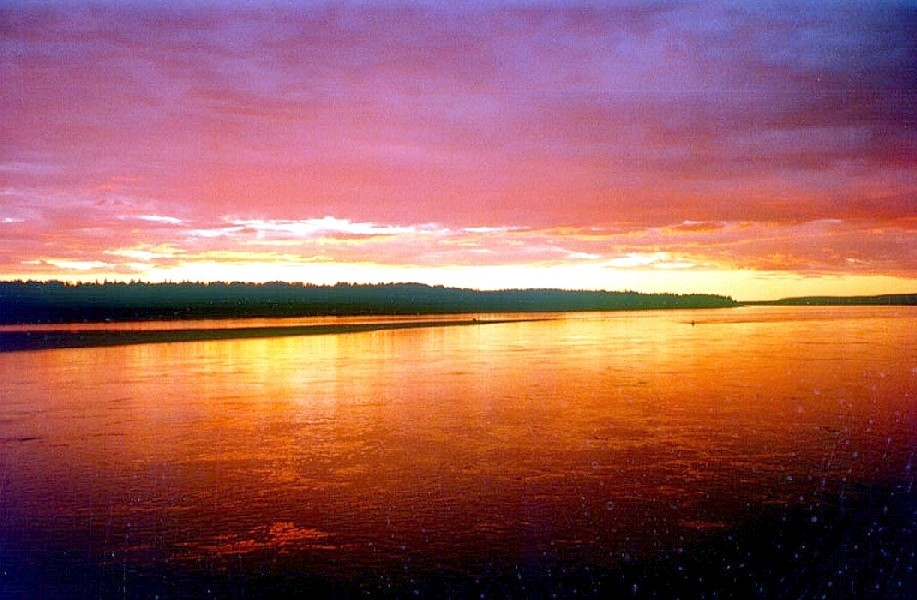
通古斯河（2006）

石泉通古斯河（羅馬化：Podkamennaya Tunguska），又稱中通古斯河，是叶尼塞河右岸主要支流之一，发源于中西伯利亚高原，在克拉斯诺亚尔斯克边疆区境内汇入叶尼塞河。该河全长1865公里，流域面积24万平方公里。1908年通古斯大爆炸即发生在该河流域。